# Дорогою безсмертя
«Дорогою безсмертя» — радянський чорно-білий фільм-спектакль 1958 року, знятий за книгою Ю. Фучіка «Слово перед стратою». В основу фільму покладено спектакль Ленінградського театру ім. Ленінського комсомолу за п'єсою В. Брагіна і Г. Товстоногова.

## Сюжет
Чехословаччина окупована фашистами. Змученого, побитого Юліуса Фучіка (Інокентій Смоктуновський) кидають в камеру політв'язнів. У камері ще двоє — вчитель і шахтар. Крізь марення згадує Фучік зустріч з одним з керівників підпілля, останню спільну поїздку з дружиною і арешт на конспіративній квартирі.
В камеру приходить комісар гестапо Бем. Він робить ще одну спробу дізнатися ім'я в'язня, але той називає себе вчителем Гором. Але пізніше, зраджений одним із заарештованих, Фучік змушений визнати своє справжнє ім'я, але більше фашисти від нього нічого не дізнаються.
До камери доходять новини про розгром німців під Москвою. Відводять на страту шахтаря. Заарештовують Густину, дружину Фучіка. Бем робить останню спробу підкупити Фучіка. Він привозить його у найкращий ресторан Праги, возить вулицями улюбленого міста. У ресторані Фучік дізнається про розгром фашистів під Сталінградом. Знову камера. Знову спогади про мирне життя, про відвідування СРСР. Фучік засуджений до смертної кари. Він встигає передати на волю через наглядача рукопис своєї книги. З піднятою головою, з незламанною волею йде Юліус Фучік на смерть.

## У ролях
- Інокентій Смоктуновський — Юліус Фучік
- Євгенія Козирєва — Густина Фучікова
- Михайло Розанов — Бем, начальник гестапо
- Роман Рубінштейн — Паточка, агент охранки
- Григорій Гай — Колінський, старший наглядач
- Микола Сичов — Вацлав Пешек
- Ігор Щепетнов — Карел Малець
- Кирило Лавров — Мірек
- Галина Світич — Ліда Плаха
- Володимир Арсентьєв — епізод
- Олена Ванчугова — господарка квартири
- Віктор Відін — епізод
- Василь Волков — епізод
- Антон Климович — Бочек, перукар
- В. Лавров — гестапівець
- Роберт Нік — епізод
- Олександр Туманов — епізод
- Герман Хованов — Гонза Зика
- Людмила Семенова — секретар редакції
- Анатолій Павлов — друг Фучика

## Знімальна група
- Режисери — Андрій Чигинський, Георгій Товстоногов
- Сценаристи — Георгій Товстоногов, Андрій Чигинський
- Оператор — Михайло Ротінов
- Композитор — Ізраїль Фінкельштейн
- Художник — Віктор Іванов